# Библиография в Древнем Китае
Возникновение библиографии в Китае связано с Конфуцием. Постепенно создавалась древнекитайская письменность: появились письменные знаки иероглифы, а за ними литературные произведения. Была начата первичная обработка книжных фондов в больших масштабах.
До и после эпохи Конфуция появились многие философские школы. Их представители выработали методики изложения общего смысла работ авторов.
Большой ущерб книгам Китая нанёс в 213 г до н. э. император Цинь Шихуанди, который дал приказ «сжечь конфуцианские книги и закопать заживо конфуцианцев».
В 32 г до н. э. император Чэн-ди приказал чиновнику-консультанту взяться за сбор, редактирование и упорядочение фондов.
Лю Сян экономист, литератор и библиограф в течение многих лет занимался редактированием, удачно используя опыт и методику библиографической работы, разработанной Конфуцием. В 7 г до н. э. Лю Сян умер. Его дело продолжил сын Лю Синь, которому было 26 лет.
Через год в Китае была составлена первая систематическая аннотированная работа с 7 разделами и 38 подразделами — «Чилюе», в которой перечислены 13219 книг и 609 авторов. Все разделы и подразделы делились по школам. Литературные произведения были разделены по литературным течениям. Таким образом, классификация полностью отражала тогдашние достижения в мире науки. «Чилюе» — лучший образец библиографии Древнего Китая до возникновения книгопечатания.
При составлении этой работы были впервые использованы методы библиографического описания книг, для чего разработаны элементы и формы описания, перекрёстная ссылка, аналитическое описание и примечания.